# Roz Kaveney
Roz Kaveney (9 luglio 1949) è una scrittrice, poetessa e critica letteraria britannica.

## Biografia
Roz Kaveney ha studiato al Pembroke College dell'Università di Oxford, quando si avvicinò al gruppo dei poeti della Martian poetry. Dopo aver lavorata come critica letteraria per The Independent e The Guardian, dalla fine degli anni 80 Kaveney ha pubblicato diversi romanzi e raccolte di poesie. Nel 1982 fu tra i membri fondatori della rivista Interzone, mentre nel 2016 ha vinto il Lambda Literary Award per il romanzo Tiny Pieces of Skull. Nel 2018 ha pubblicato una nuova traduzione delle poesie di Catullo.

## Opere
- Tales From The Forbidden Planet (1987)
- More Tales from the Forbidden Planet (1990)
- Temps (1991)
- Eurotemps (1992)
- The Weerde: The Book of the Ancients Book 2 (1993, editor and contributor)
- Reading The Vampire Slayer - The New, Updated Unofficial Guide To Buffy And Angel (2001)
- From Alien to the Matrix: Reading Science Fiction Film (2005)
- Superheroes!: Capes and Crusaders in Comics and Films (2006)
- Teen Dreams: Reading Teen Film and Television from 'Heathers' to 'Veronica Mars' (2006)
- Battlestar Galactica: Investigating Flesh, Spirit, and Steel (2010)
- Introduction to Scratch Monkey by Charles Stross (1993, introduction 2011)
- Nip/Tuck: Television That Gets Under Your Skin (2011)
- Tales from the House Band, Volume 1: A Plus One Music Anthology (2011)
- Rituals, Rhapsody of Blood, Volume One (2012)
- Dialectic of the Flesh (2012)
- What If What's Imagined Were All True (2012)
- Reflections, Rhapsody of Blood Volume Two (2013)
- Resurrections, Rhapsody of Blood Volume Three (2014)
- Tiny Pieces of Skull (2015)
- Realities, Rhapsody of Blood Volume Four (2018)
- Catullus (2018)